# Hinckley
Hinckley este un oraș în comitatul Leicestershire, regiunea East Midlands, Anglia. Orașul se află în districtul Hinckley and Bosworth a cărui reședință este.

## Orașe înfrățite
- Le Grand-Quevilly, Franța din  1976[2]